# Гладке (Ленінградська область)
Гладке (рос. Гладкое) — селище у Тосненському районі Ленінградської області Російської Федерації.
Населення становить 740 осіб. Належить до муніципального утворення Никольське міське поселення.

## Історія
Населений пункт розташований на історичній землі Іжорія.
Згідно із законом від 22 грудня 2004 року № 116-оз належить до муніципального утворення Никольське міське поселення.

## Населення
| 1997 | 2007 | 2010 | 2017 |
| ---- | ---- | ---- | ---- |
| 812  | ↘728 | ↘683 | ↗740 |